# Манукодія зеленовола
Манукодія зеленовола (Manucodia chalybatus) — вид горобцеподібних птахів родини дивоптахових (Paradisaeidae).

## Поширення
Поширений фрагментарно на півночі Нової Гвінеї та на острові Місоол. Мешкає у тропічних вологих лісах на висоті 500—750 м над рівнем моря.

## Опис
Птах середнього розміру, завдовжки 33-36 см, вагою 160—255 г. Самці трохи більші за самиць. Зовні птах нагадує ворону, завдяки своєму темному забарвленню, міцним ногам, квадратному хвосту та міцному конічному та видовженому дзьобу.. Оперення чорного кольору по всьому тілу, з металево-зеленими відтінками біля основи шиї та синім або фіолетовим на грудях, крилах і спині. Дзьоб і ноги чорні, очі червоні.

## Спосіб життя
Трапляється парами або поодинці. Живе під пологом лісу. Живиться переважно плодами. Рідше поїдає комах і нектар.
Сезон розмноження триває з червня по вересень, хоча гніздові пари спостерігаються також у січні та квітні. Як і всі манукодії, цей вид моногамний: обидва партнери співпрацюють у будівництві гнізда, висиджуванні яєць та розведенні пташенят.